# Quemosis

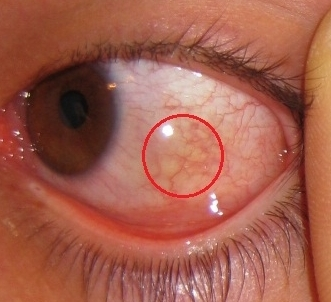
Ojo en el que se muestra el daño en la conjuntiva creado por quemosis alérgica.

El término quemosis se utiliza en oftalmología para designar la existencia de edema en la conjuntiva bulbar (conjuntiva que recubre el globo ocular) que puede estar o no asociada a inflamación en el polo anterior del ojo. No se trata de una enfermedad, sino de un signo clínico que puede aparecer en muchos procesos diferentes. En términos sencillos podría definirse como hinchazón de la membrana que cubre la porción externa del ojo o conjuntiva. 
La quemosis leve solo produce sensación de malestar, pero cuando es intensa impide el cierre de los párpados.

## Causas
Puede estar ocasionada por multitud de enfermedades tanto oculares como extraoculares.
Entre las primeras se encuentran la conjuntivitis alérgica, la conjuntivitis infecciosa, la exposición a radiaciones, la panoftalmitis, los traumatismos y la cirugía ocular.
De las causas extraoculares, se puede citar la enfermedad de Graves Basedow, la triquinosis, los tumores de la órbita, la panoftalmitis, la existencia de una fístula arteriovenosa y la trombosis del seno cavernoso.

## Tratamiento
No existe un tratamiento generalizado, pues este depende de la causa de la afección.